# Black Cadillac
Black Cadillac è un film thriller/horror del 2003, diretto da John Murlowski e scritto dal regista e da Will Murlowski Aldis.

## Trama
Tre giovani, Scott, Robbie, e CJ, si fermano in un casale in Wisconsin in cerca di divertimento. Robbie, in particolare, cerca di trovare una ragazza per la prima volta. Presto CJ viene coinvolto in una rissa nel bar e Scott è costretto a intervenire in suo aiuto e portare via i due amici. Lasciandosi dietro la stazione di servizio e gli avventori del bar infuriati, i tre ripartono per il Minnesota, il loro paese d'origine.
In pochi minuti, una grande, minacciosa macchina, una Cadillac nera, inizia a stare loro alle costole, strisciando più volte la fiancata della loro auto. Alcuni minuti più tardi trovano il pick-up Chevrolet dell'86 del vice sceriffo Charlie Harman con lui dentro, congelato a morte a lato della strada.
Dopo aver raccolto l'amichevole e chiacchierone Charlie, l'auto, identificata come una Cadillac Eldorado del 1957, comincia a diventare sempre più aggressiva e per ragioni sconosciute sfida la Saab dei ragazzi in una corsa su strada.
Cercando di capire perché la macchina li insegua e sospettando che i suoi occupanti vogliano salire all'interno della Saab, Scott decide di buttare Charlie fuori dalla macchina e lasciarlo solo, credendo che proprio lui sia il motivo per cui sono stati inseguiti. La Cadillac poi riappare e Charlie viene ucciso da un uomo armato sulla Cadillac nera. Dopo un po' di tempo passato dai tre nel tentativo di fuggire e di sconfiggere la Cadillac, la Saab si surriscalda e si ferma. Scoppia una rissa tra i tre giovani, sedata da CJ. I tre spingono la Saab lungo la strada sino a una officina per le riparazioni. CJ viene però rapito dagli occupanti della Cadillac, mentre al di fuori inizia un lungo inseguimento tra le due vetture nella zona del lago ghiacciato, al termine del quale la macchina di Scott viene resa del tutto inservibile dai problemi di surriscaldamento.
CJ viene trovato legato a un albero e il motivo di tutta la serie di eventi è finalmente chiaro: Charlie, che è in realtà un uomo crudele e vendicativo la cui morte era stata inscenata da suo fratello, Lutero, il conducente della Cadillac, ha sempre tentato di identificare l'amante di sua moglie che era stato visto al casale, ed ha appreso che si trattava di Scott. Mentre si prepara per uccidere Scott con un coltello da caccia, Jeanine inizia ad insultare l'uomo e lo distrae, consentendo a Scott, Robbie e CJ di liberarsi e fuggire. Charlie, completamente impazzito ed ora personalmente alla guida della Cadillac, si mette alle loro costole. Quando i ragazzi si trovano sul bordo di una rupe, aspettano un attimo; la moglie di Charlie appare all'ultimo momento di fronte a Scott, facendo sbandare la Cadillac nera  che finisce la sua corsa precipitando dal dirupo nel lago sottostante
L'auto lentamente affonda, mentre Scott, CJ, Robbie e Jeanine restano a guardare. Il mattino seguente, il gruppo prende finalmente la strada per giungere in Minnesota.

## Curiosità
- La macchina rossa di Scott è una Saab 900, mentre la macchina nera che li insegue è una Cadillac Fleetwood del 1957.
- In alcune scene, una Serie '62 nera Sedan è stata utilizzata al posto della serie '57 limousine. Dato che il tetto e il lunotto posteriore sono completamente differenti sulle due macchine, un'estensione del tetto è stata probabilmente apportata per la Serie 62. È stata questa macchina e non la limousine a precipitare nel lago ghiacciato, alla fine del film.
- Il film è basato su una esperienza del passato del regista. Nei primi anni ottanta, mentre lui ed alcuni amici erano dentro un'auto, sono stati inseguiti da un'altra vettura per alcune ore, attraverso le strade di un bosco scuro e buio.